# Eusèbe II de Paris
Eusèbe II fut évêque de Paris à la fin du VIe siècle, vraisemblablement à partir de 592. Il est surtout connu pour son origine moyenne-orientale attestant la présence d'une puissante communauté juive en Gaule mérovingienne.

## D'après l'Histoire des Francs
Grégoire de Tours est notre principal informateur concernant son épiscopat, qu'il évoque brièvement dans le dernier livre de l'Histoire des Francs :

« Ragnemode, évêque de Paris, mourut, et son frère, le prêtre Pharamode  concourut pour l’épiscopat. Mais un certain marchand (negociator), nommé Eusèbe, Syrien de naissance, donna beaucoup de présents, et obtint sa place. Arrivé à l’épiscopat, il renvoya tous ceux qui avaient tenu le parti de son prédécesseur, et fit faire tout le service de la maison épiscopale par des hommes de sa nation. »

— Grégoire de Tours, Historia Francorum (X, 26)
Si, au Haut Moyen Âge, les carrières d'orientaux en Occident sont assez rares, elles ne sont pas impossibles : un évêque d'Autun, Cassien, était originaire d'Alexandrie et anciennement évêque en Palestine. Ses origines, qui ont parfois conduit à une rapide conclusion sur la vitalité des liens commerciaux byzantins avec la France médiévale, ont été critiquées par l'historien Jean-Pierre Devroey, modérant les hypothèses les plus optimistes. Plus largement, il semble symptomatique d'un nouvel épiscopat en passe de trouver un nouvel équilibre et une nouvelle dépendance avec le roi pendant la période de la Faide royale, laissant les cathèdres de Gaule à des individus surtout choisis pour leur fidélité au monarque. Au XIXe siècle, suivant Nicolas-Michel Troche, il serait à l'origine de l'introduction du culte oriental des saints Serge et Bacchus à Saint-Benoît-le-Bétourné, dans l'actuel quartier de la Sorbonne, autrement difficilement explicable.
Notons que la construction de listes épiscopales au IXe siècle introduisit une confusion entre un Libanius-Eusèbe Ier et un Eusèbe II venu de Syrie.